# 武隆縣 (幽州)
武隆縣，唐如意元年析安次縣置，屬幽州范陽郡。景雲元年改名會昌縣，天寶元年更名永清縣。在今河北省永清縣。